# Enlighten Thy Daughter
Enlighten Thy Daughter er en amerikansk stumfilm fra 1917 af Ivan Abramson.

## Medvirkende
- Frank Sheridan som Daniel Stevens.
- Katharine Kaelred som Mrs. Daniel Stevens.
- Zena Keefe som Lillian Stevens.
- Arthur Donaldson som Richard Stevens.
- Marie Shotwell som Minna Stevens.